# Warenthin
Warenthin ist ein bewohnter Gemeindeteil im Ortsteil Linow der Stadt Rheinsberg im Norden des brandenburgischen Landkreises Ostprignitz-Ruppin in Deutschland. Der Gemeindeteil hatte am 1. März 2023 17 Einwohner.

## Geographische Lage

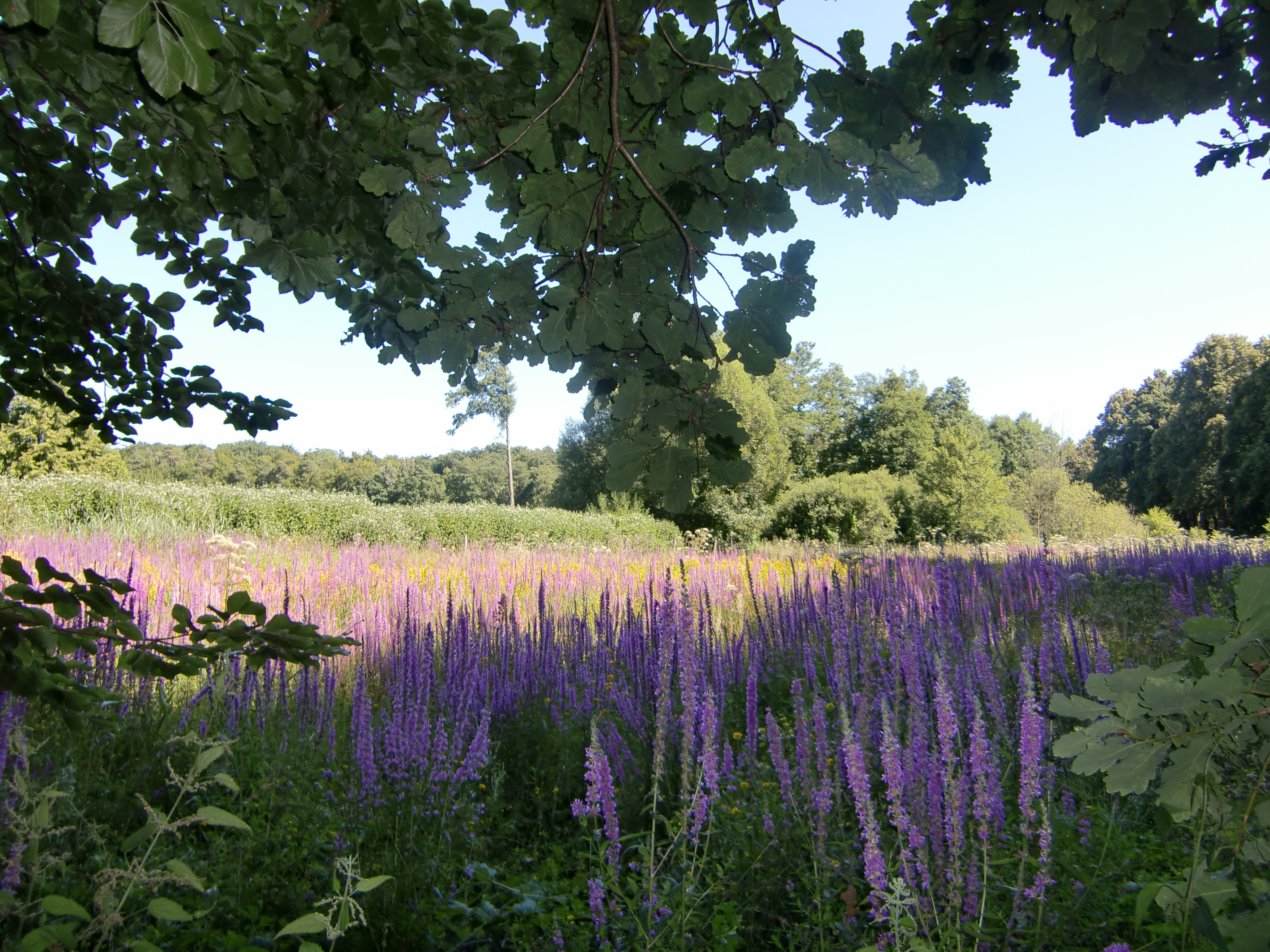
Feuchtwiese am Rheinsberger See am Ortsbeginn Warenthins

Das bis 1928 eigenständige Dorf liegt am südwestlichen Ende des Rheinsberger Sees, gehört landschaftlich zur Mecklenburgischen Seenplatte und ist Bestandteil des Naturparks Stechlin-Ruppiner Land.

## Geschichte
Der Ort hieß ursprünglich Vargatin (slawisch Ort des Vargata). 1525 wurde das mittelalterliche Dorf als Wernthin urkundlich erwähnt. Der Name Warenthin erschien urkundlich erstmals 1598.
Bis ins 18. Jahrhundert wurde in der Feldmark Warenthin ausschließlich Schäferei und Holzgewinnung betrieben.
1728 kaufte das Große Militärwaisenhaus in Potsdam das Gebiet. Nach dem Erwerb der Feldmark durch die Hofkammer des Prinzen Friedrich Heinrich Ludwig von Preußen im Jahr 1776 wurde die Schäferei in ein Vorwerk umgewandelt, und sieben Kolonistenbüdner siedelten sich an.
Seit etwa 1905 wird der Ort auch touristisch genutzt, nachdem der Unternehmer Kittel das Gutshaus in eine Pension umwandelte. Bis zum 31. Dezember 1928 gehörte Warenthin zum Forstgutsbezirk Oberförsterei Rheinsberg Amt, danach wurde der Ort nach Linow umgegliedert. Während der DDR-Zeit war der Ort beliebt für seine Betriebsferieneinrichtungen, wie zum Beispiel das Ferienheim des VEB Kühlautomat Berlin und Bungalowsiedlungen verschiedener Betriebe.
Am 26. Oktober 2003 kam der Ort im Rahmen der Gemeindegebietsreform des Landes Brandenburg durch die Auflösung der Gemeinde Linow zur Stadt Rheinsberg.

## Zeittafel
- 1525 – erste urkundliche Erwähnung des Ortes unter dem Namen Wernthin
- 1598 – erstmals taucht der Name Warenthin in heutiger Schreibweise in den Urkunden auf
- 1728 – Verkauf der Besitzung an das Potsdamer Waisenhaus
- 1731 – Erwerb durch den preußischen König Friedrich Wilhelm I.
- 1776 – Übergang an den preußischen Staat
- 1796 – Schenkung an den Geheimsekretär des Prinzen Heinrich
- 1849 – Rückerwerb durch die preußische Hofkammer
- 1928 – Eingemeindung nach Linow
- 2003 – Warenthin kommt im Rahmen der Gemeindegebietsreform zu Rheinsberg